# Fedorivka, Kirovohrad
Fedorivka (în ucraineană Федорівка) este localitatea de reședință a comunei Fedorivka din raionul Kirovohrad, regiunea Kirovohrad, Ucraina.

## Demografie
Componența lingvistică a localității Fedorivka
     Ucraineană (97,14%)
     Rusă (1,5%)
     Alte limbi (0,81%)
Conform recensământului din 2001, majoritatea populației localității Fedorivka era vorbitoare de ucraineană (97,14%), existând în minoritate și vorbitori de rusă (1,5%).